# Ken Ono

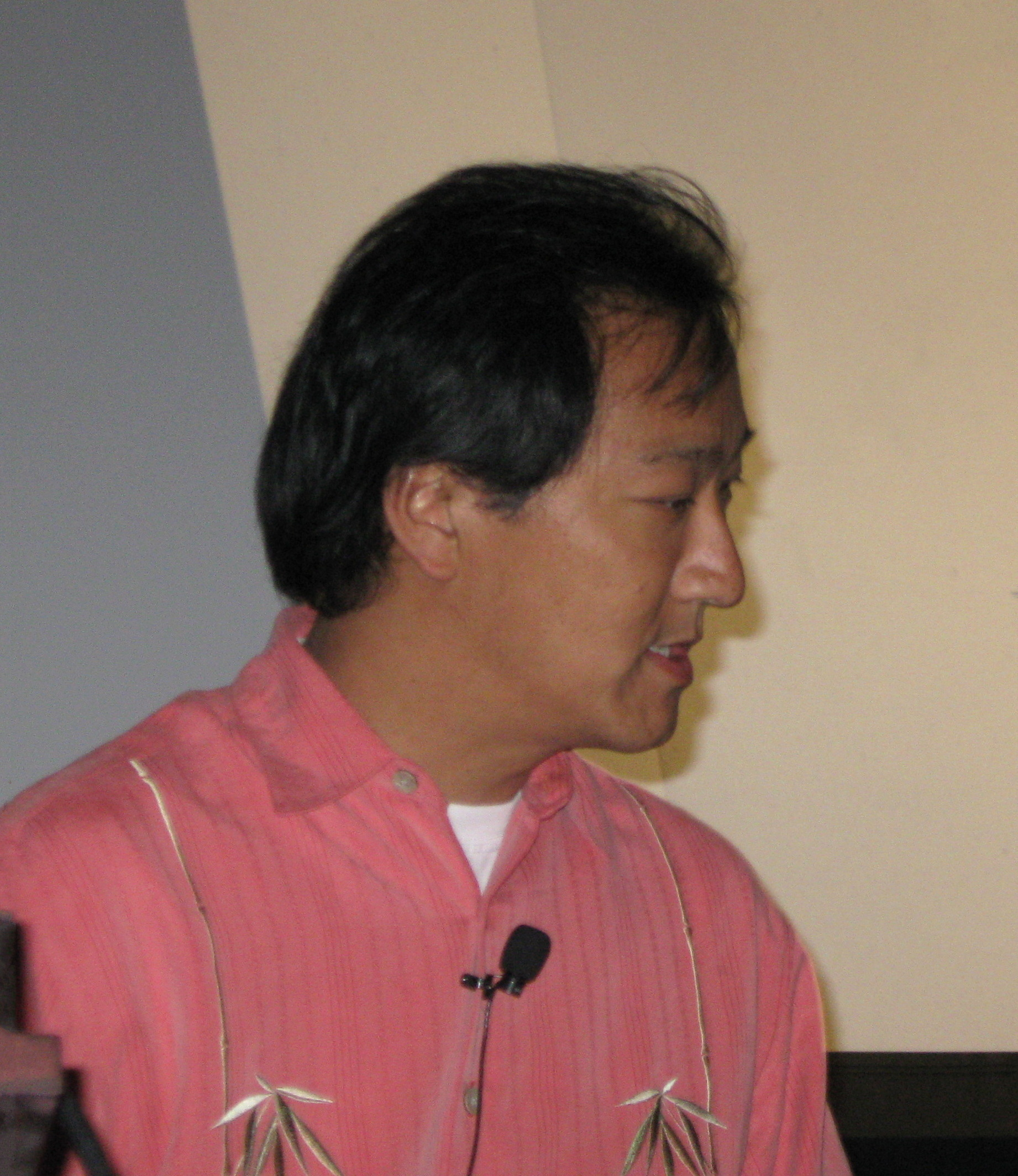
Ken Ono (2009)

Ken Ono (* 20. März 1968 in Philadelphia) ist ein US-amerikanischer Mathematiker, der sich mit Kombinatorik, Modulformen und Zahlentheorie beschäftigt.

## Leben und Werk
Ono ist der Sohn des Mathematikers Takashi Ono (Professor an der Johns Hopkins University) und studierte an der University of Chicago (Bachelor-Abschluss 1989) und der University of California, Los Angeles (UCLA), wo er 1992 seinen Master-Abschluss machte und 1993 bei Basil Gordon promoviert wurde (Congruences on the Fourier Coefficients of Modular Forms on {\displaystyle \Gamma _{0}(N)} with Number-Theoretic Applications). 1994 bis 1995 war er Assistant Professor an der University of Illinois at Urbana-Champaign. 1995 bis 1997 war er am Institute for Advanced Study und danach Assistant Professor an der Penn State University. Ab 1999 war er Associate Professor und ab 2001 Professor an der University of Wisconsin (Madison), ab 2008 als Hilldale Professor of Mathematics. Seit 2010 ist er Asa Griggs Candler Professor an der Emory University.
Mit Kathrin Bringmann entwickelte er eine Theorie der Mock-Thetafunktionen von S. Ramanujan, die diese in die Theorie Maaßscher Wellenformen einbettete und so einige lange offene Probleme der Zahlentheorie löste.
Mit Amanda Folsom und Zachary Kent erweiterte er Beobachtungen von Ramanujan über Kongruenzen (mod 5,7,11) der Partitionsfunktion zu einer Theorie multiplikativer Partitions-Kongruenzen, die nach den Autoren „fraktales“ Verhalten zeigen. Mit Jan Hendrik Bruinier gab er danach eine endliche algebraische Formel für die Partitionsfunktion.
Mit Michael J. Griffin und S. Ole Warnaar entwickelte er 2014 eine Theorie zum besseren Verständnis der Rogers-Ramanujan-Identitäten.
Mit William Craig und Jan-Willem van Ittersum veröffentlichte er 2024 eine grundlegend neue Methode zur Erkennung von Primzahlen basierend auf Partitionen und wurde daraufhin 2025 für den Cozzarelli Preis nominiert.
1999 war er Sloan Research sowie Packard Fellow und 2003 Guggenheim Fellow. 2000 erhielt er einen Presidential´s Career Award des US-Präsidenten. Er ist Fellow der American Mathematical Society. 
Er war beteiligt an der Dokumentation über Ramanujan The genius of Srinivasa Ramanujan (2013) und war Berater beim Film über Ramanujan Die Poesie des Unendlichen (The Man Who Knew Infinity, nach der Biographie von Robert Kanigel über Ramanujan).
Er ist im Triathlon aktiv. Sein Bruder Momoro ist Musikprofessor an der Creighton University und sein Bruder Santa Biomediziner, Präsident der University of British Columbia und der University of Cincinnati.

## Schriften
- The web of modularity: arithmetic of the coefficients of modular forms and q-series, American Mathematical Society, 2004
- mit Bruce Berndt (Herausgeber): Number theory and modular forms - paper in memory of Robert Rankin, Kluwer, 2003
- mit Amir Aczel: My Search for Ramanujan: How I Learned to Count, Springer 2016